# Файнголд, Мордехай
Мордехай Файнголд (англ. Mordechai Feingold; род. 25 августа 1951) — американский историк науки, интеллектуальный и институциональный историк науки от эпохи Возрождения до восемнадцатого века. Доктор философии (1980), именной профессор (Kate Van Nuys Page Professor) Калтеха, где трудится с 2002 года, до того профессор Политехнического университета Виргинии. Членкор Международной академии истории науки (2007).
В 2005-20 гг. президент International Commission for the History of Universities (ICHU).

## Биография и творчество
Окончил Еврейский университет в Иерусалиме (бакалавр B.A., 1972; магистр M.A., 1976). В Оксфорде получил докторскую степень D.Phil. В 1981-84 — младший феллоу Гарварда.
С 1984 по 1988 ассистент-профессор Бостонского университета, затем в Политехническом университете Виргинии (с 1988 ассоциированный, с 1994 по 2002 профессор)
В 1994 приглашенный ассоциированный профессор Калтеха, в 2002—2019 профессор, с 2019 именной. Училась у него Anna Marie Roos.
Редактор журналов History of Universities и Erudition and the Republic of Letters. Соредактор журналов Annals of Science и Perspectives on Science. Автор Британники.
Автор четырёх монографий, включая Isaac Newton and the Origin of Civilization (Princeton University Press, 2013)
- The Mathematicians' Apprenticeship: Science, Universities and Society in England, 1560—1640 (Cambridge University Press, 1984)[9]

Редактор Before Newton: The Life and Times of Isaac Barrow (1990).
Соредактор The World of William and Mary: Anglo-Dutch Perspectives on the Revolution of 1688-89. Публиковался в Isis.
Festschrift — Collected Wisdom of the Early Modern Scholar: Essays in Honor of Mordechai Feingold.